# サラゴサ闘牛場
サラゴサ闘牛場（Plaza de Toros de Zaragoza）は、スペイン・アラゴン州サラゴサ県サラゴサにある闘牛場。

## 歴史
現存する闘牛場としてはスペインで2番目に古く、1764年に完成した。バルセロナのモヌメンタル闘牛場などと同様にネオムデハル様式が用いられている。
1916年には建築家のミゲル・アンヘル・ナバーロとマヌエル・マルティネス・デ・ウバゴ・リサラガが改修を行った。1989年と2002年にも改修工事が行われており、2002年の改修では収容人数が14,300人から10,072人に減らされた。

## ギャラリー

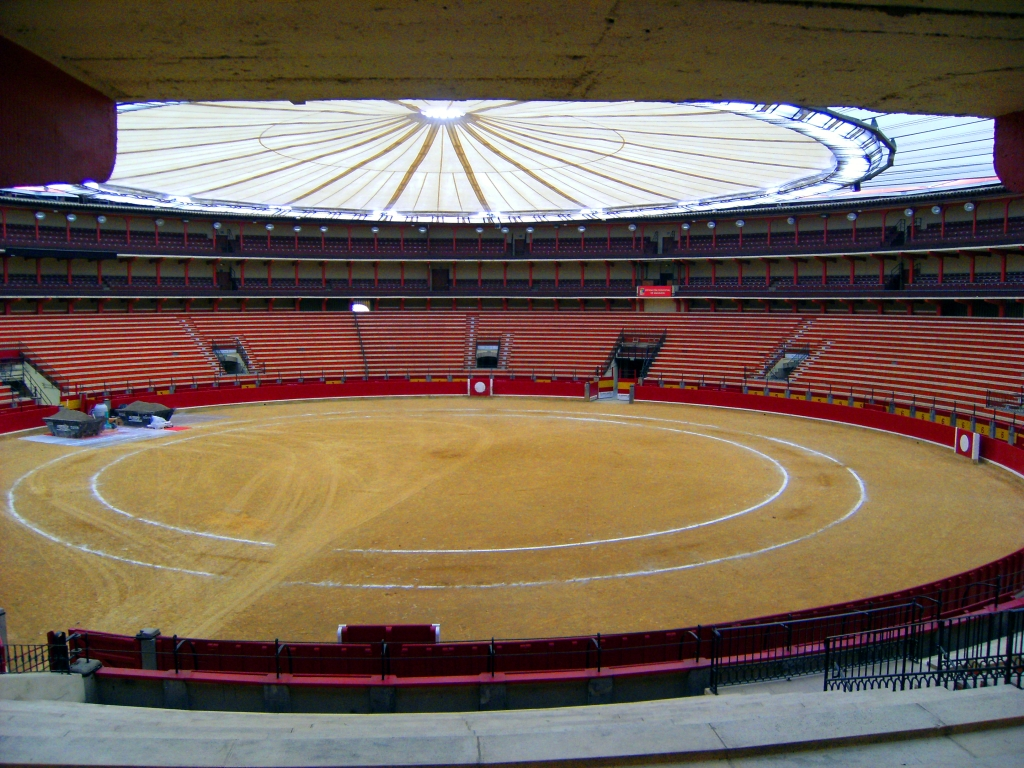
内部
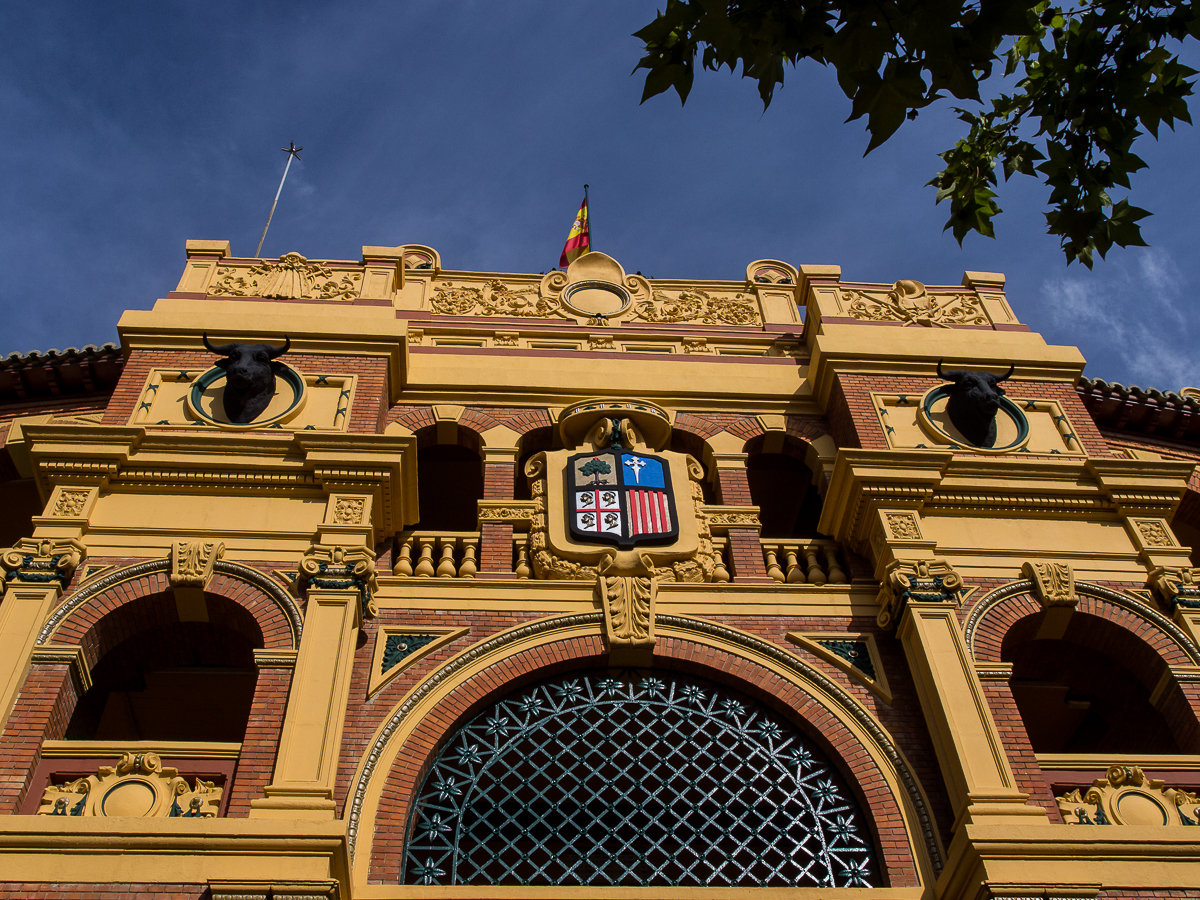
ファサード